# Kaieteurosaurus hindsi
Kaieteurosaurus hindsi — вид ящірок родини гімнофтальмових (Gymnophthalmidae). Ендемік Гаяни. Вид названий на честь Самуеля Гайндса, прем'єр-міністра Гаяни. Це єдиний представник монотипового роду Kaieteurosaurus.

## Поширення і екологія
Kaieteurosaurus hindsi відомі за типовим зразком, зібраним у Національному парку Каєтур, на висоті 420 м над рівнем моря. Вони живуть у вологих тропічних лісах в передгір'ях Пакарайми, серед опалого листя. Ведуть денний спосіб життя.